# Rodrigo Souto
Rodrigo Souto (sinh ngày 9 tháng 9 năm 1983) là một cầu thủ bóng đá người Brasil.

## Sự nghiệp câu lạc bộ
Rodrigo Souto đã từng chơi cho Júbilo Iwata.

## Thống kê câu lạc bộ

### J.League
| Đội          | Năm       | J.League | J.League | J.League Cup | J.League Cup | Tổng cộng | Tổng cộng |
| Đội          | Năm       | Trận     | Bàn      | Trận         | Bàn          | Trận      | Bàn       |
| ------------ | --------- | -------- | -------- | ------------ | ------------ | --------- | --------- |
| Júbilo Iwata | 2011      | 12       | 2        | 2            | 0            | 14        | 2         |
| Júbilo Iwata | 2012      | 22       | 1        | 4            | 0            | 26        | 1         |
| Tổng cộng    | Tổng cộng | 34       | 3        | 6            | 0            | 40        | 3         |